# 鞍馬口駅

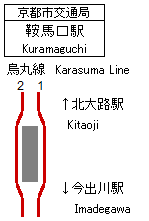
配線図

鞍馬口駅（くらまぐちえき）は、京都府京都市上京区上御霊中町にある、京都市営地下鉄烏丸線の駅。京都市北区との境界に位置する。駅番号はK05。

## 歴史
1972年に烏丸線の北山 - 竹田間の事業免許が発行された段階では、この付近には東西幹線道路がないため当駅を設置する計画はなかったが、地元住民からの要望を受けて再検討され、1973年5月29日に駅設置が追加申請された。
- 1981年（昭和56年）5月29日：京都市営地下鉄烏丸線の開通と同時に開業する[2]。
- 2007年（平成19年）4月1日：ICカード「PiTaPa」の利用が可能となる[2]。

## 駅構造
島式ホーム1面2線を持つ地下駅である。改札口は1箇所のみ設置されている。トイレは改札外にある。ホームの側壁は烏丸線の他の駅と異なりタイル仕上げになっている。

### のりば
| のりば | 路線   | 方向 | 行先                           |
| ------ | ------ | ---- | ------------------------------ |
| 1      | 烏丸線 | 下り | 四条・京都・竹田・近鉄奈良方面 |
| 2      | 烏丸線 | 上り | 北大路・国際会館方面           |

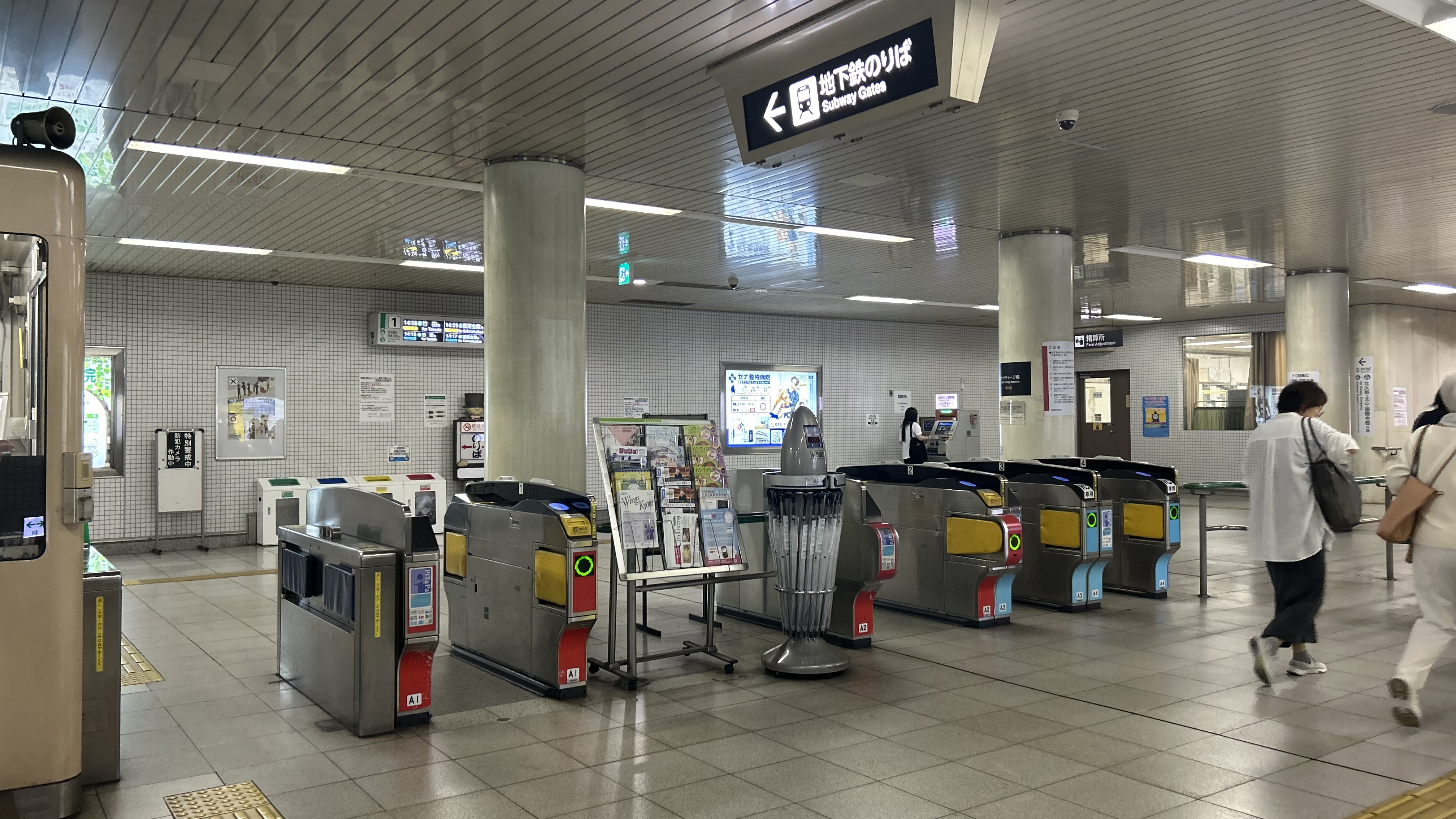
改札口
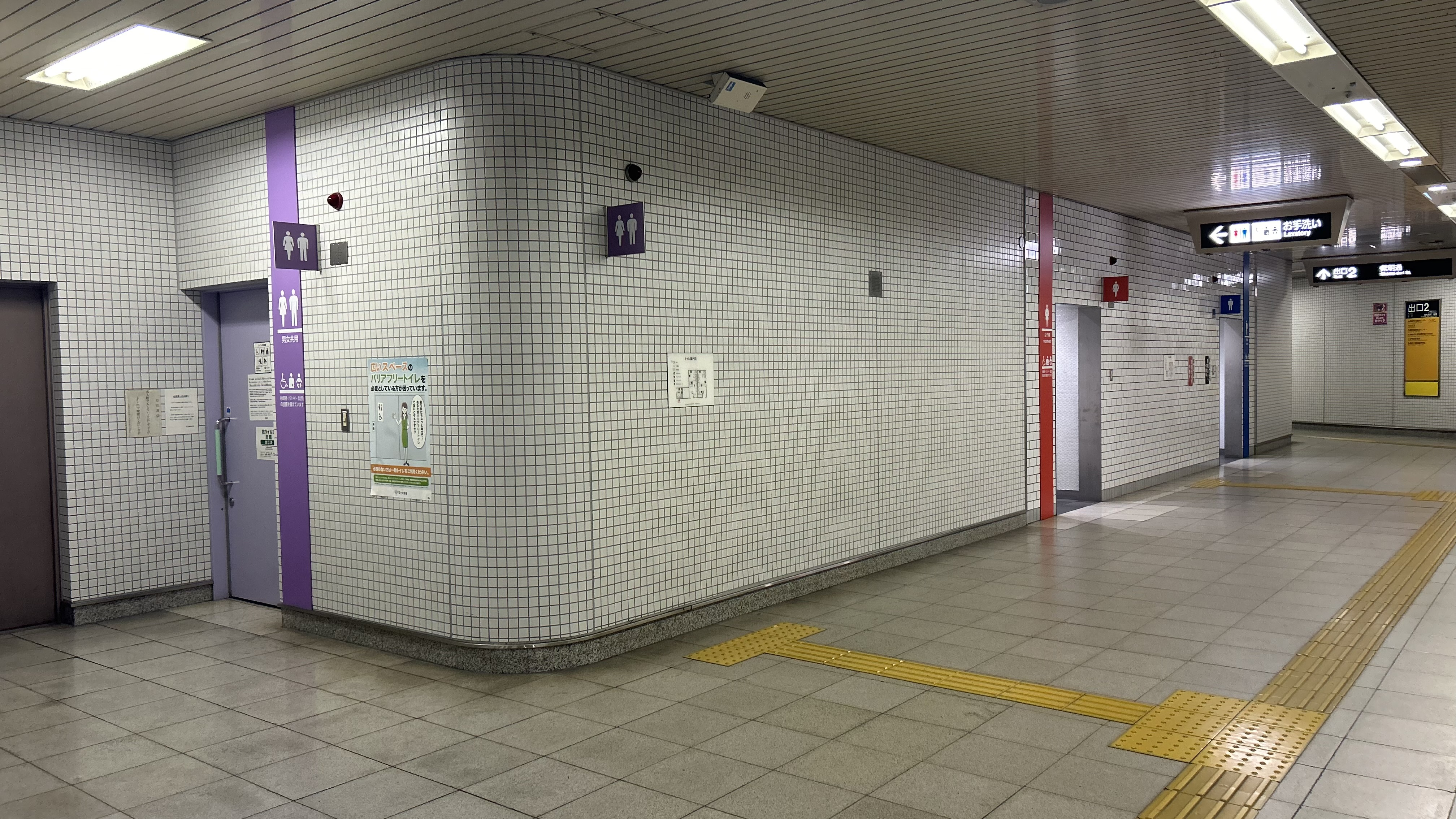
トイレ
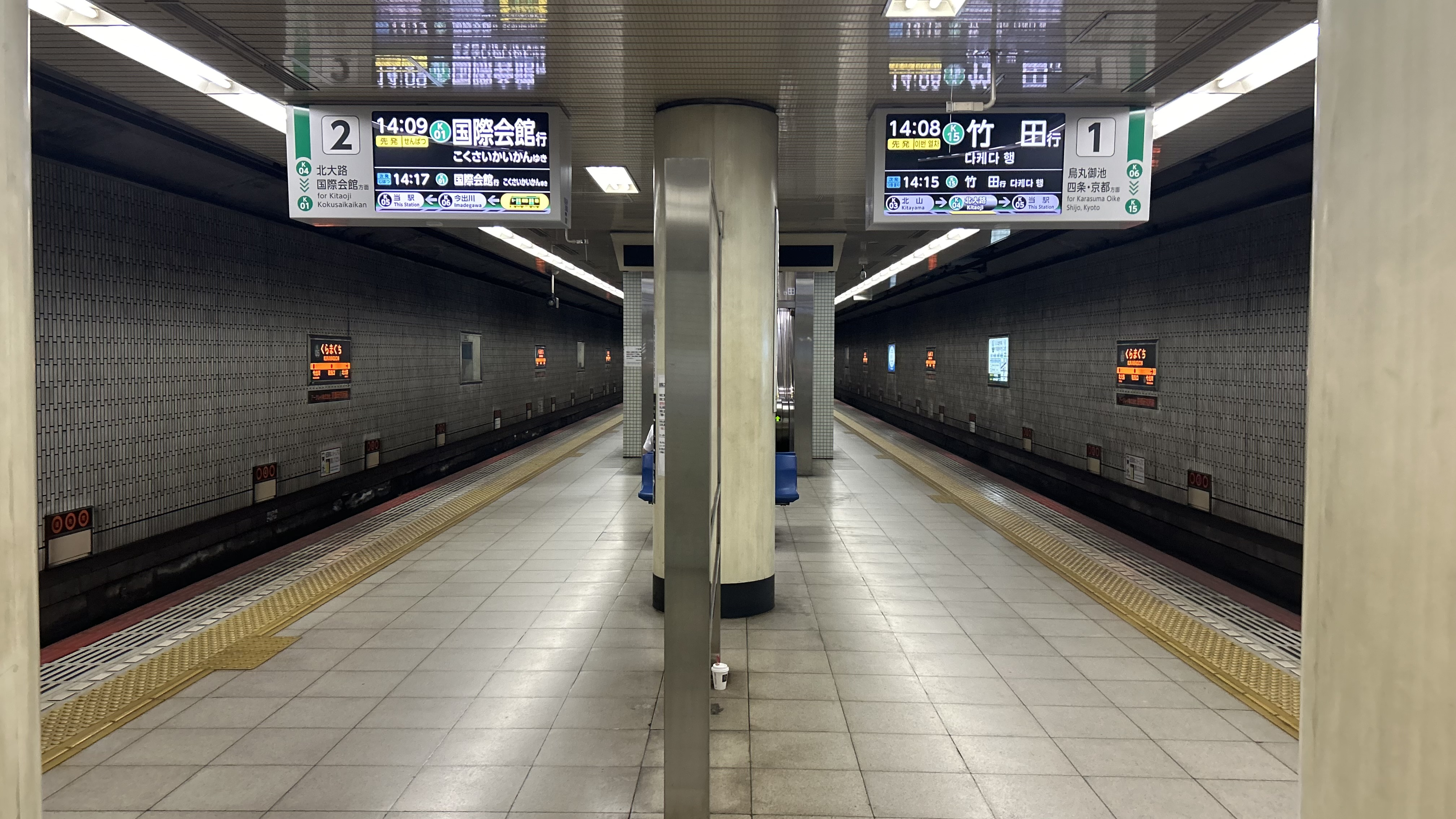
ホーム
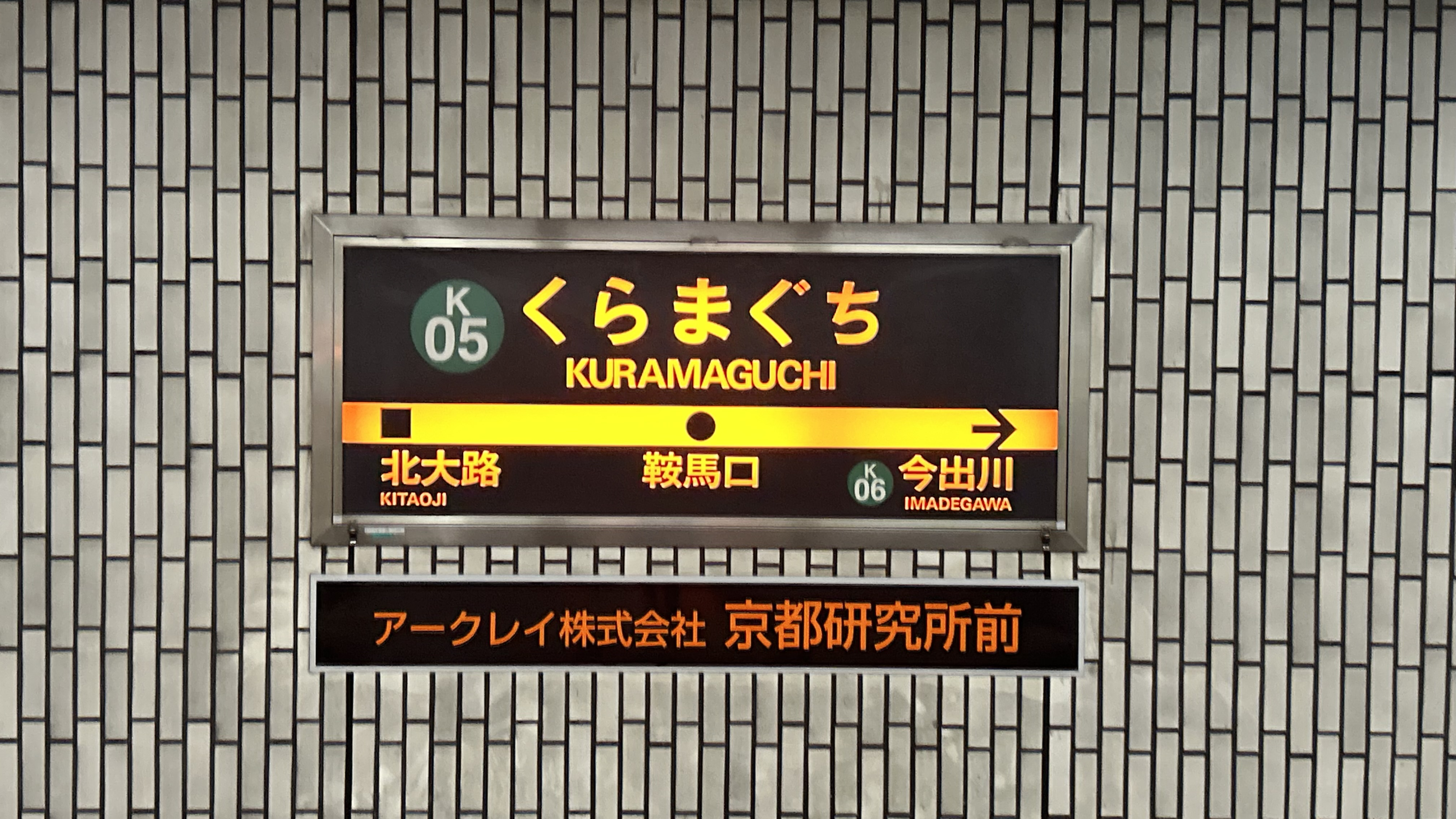
駅名標

### 出入口
| 出口番号 | 方角 | 出口周辺                                                    | 接続改札 | 備考             |
| -------- | ---- | ----------------------------------------------------------- | -------- | ---------------- |
| 2        | 北西 | 京都鞍馬口医療センター・妙覚寺・妙顕寺 京都府立清明高等学校 | 改札口   |                  |
| 1        | 北東 | 上京年金事務所・本法寺・上善寺・宝鏡寺 下鴨神社             | 改札口   | エレベーターあり |

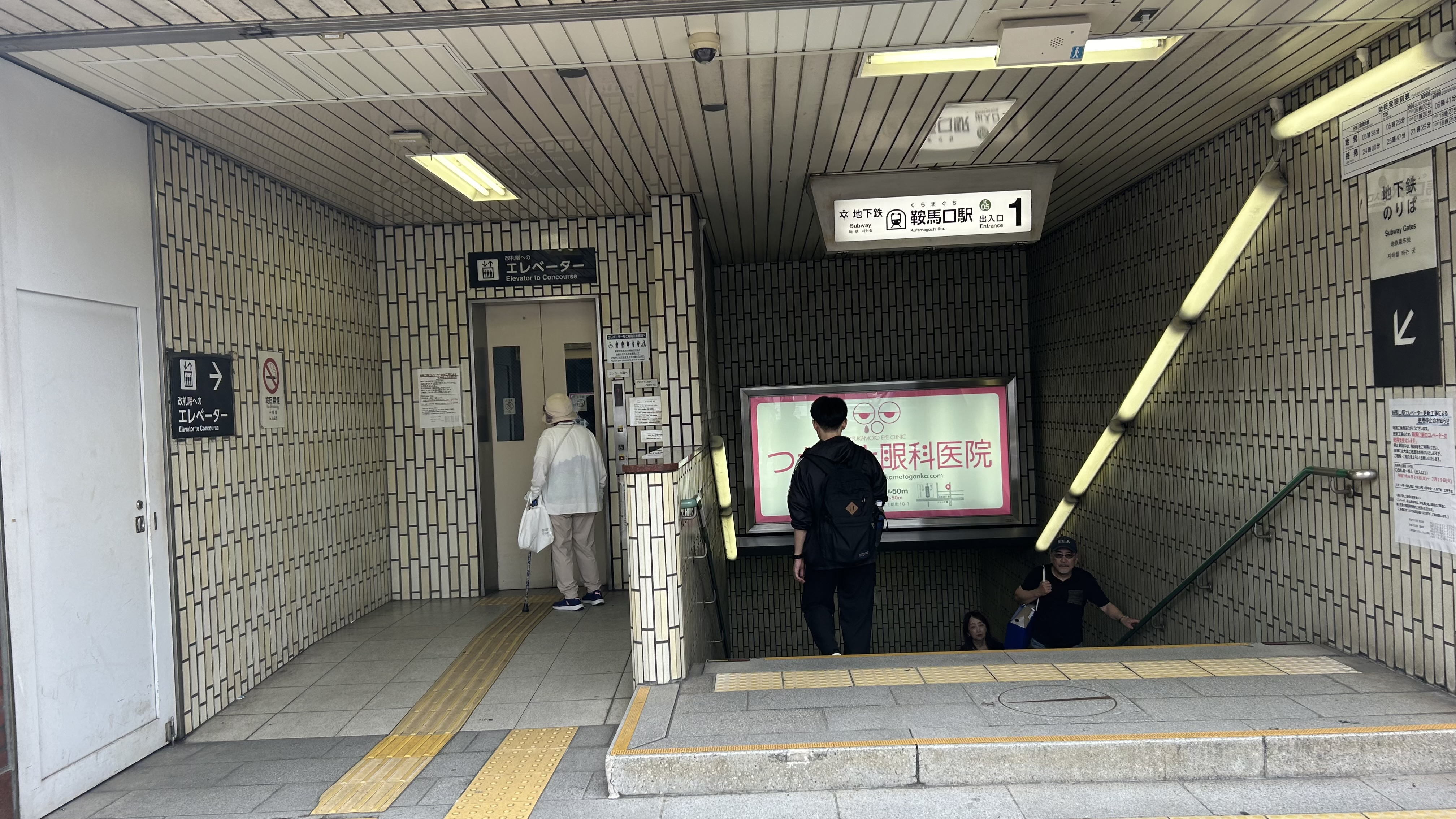
1番出入口
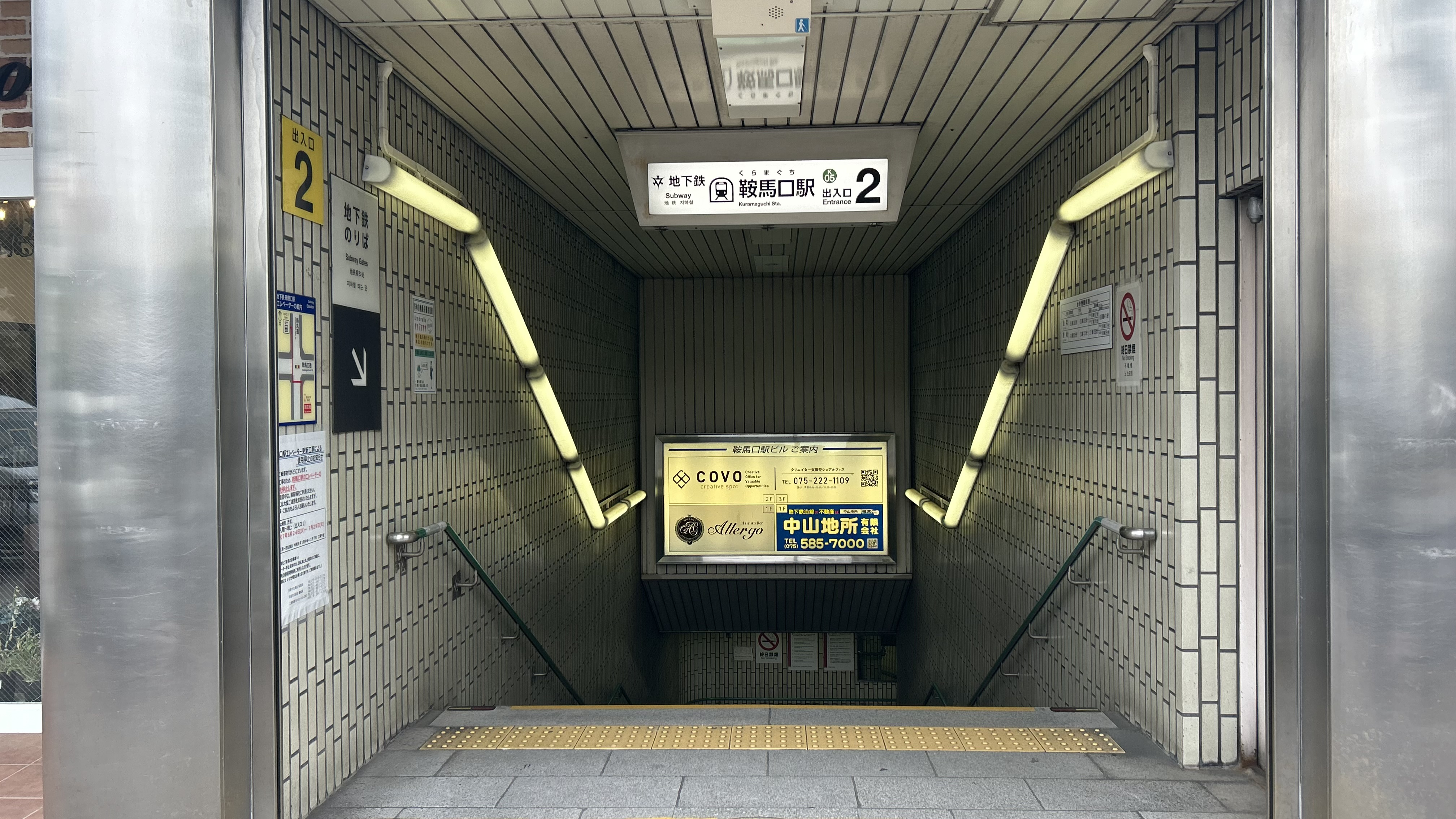
2番出入口

## 利用状況
2024年（令和6年）度の1日平均乗降人員は9,850人である。
各年度の1日平均乗降・乗車人員は下表のとおりである。
| 年度               | 1日平均 乗降人員 | 1日平均 乗車人員 | 出典   |
| ------------------ | ---------------- | ---------------- | ------ |
| 1998年（平成10年） |                  | 5,703            | [ 6 ]  |
| 1999年（平成11年） | 10,992           | 5,557            | [ 7 ]  |
| 2000年（平成12年） | 10,736           | 5,424            | [ 8 ]  |
| 2001年（平成13年） | 10,758           | 5,426            | [ 9 ]  |
| 2002年（平成14年） | 10,521           | 5,314            | [ 10 ] |
| 2003年（平成15年） | 10,460           | 5,279            | [ 11 ] |
| 2004年（平成16年） | 9,826            | 4,952            | [ 11 ] |
| 2005年（平成17年） | 9,611            | 4,845            | [ 11 ] |
| 2006年（平成18年） | 9,168            | 4,624            | [ 11 ] |
| 2007年（平成19年） | 9,636            | 4,834            | [ 11 ] |
| 2008年（平成20年） | 9,657            | 4,876            | [ 11 ] |
| 2009年（平成21年） | 9,566            | 4,806            | [ 12 ] |
| 2010年（平成22年） | 9,584            | 4,813            | [ 12 ] |
| 2011年（平成23年） | 10,104           | 5,074            | [ 12 ] |
| 2012年（平成24年） | 9,178            | 4,609            | [ 12 ] |
| 2013年（平成25年） | 9,319            | 4,680            | [ 12 ] |
| 2014年（平成26年） | 9,494            | 4,768            | [ 13 ] |
| 2015年（平成27年） | 9,670            | 4,857            | [ 13 ] |
| 2016年（平成28年） | 9,911            | 4,978            | [ 13 ] |
| 2017年（平成29年） | 10,087           | 5,066            | [ 14 ] |
| 2018年（平成30年） | 10,197           | 5,122            | [ 15 ] |
| 2019年（令和元年） | 10,023           | 5,034            | [ 16 ] |
| 2020年（令和02年） | 7,743            | 3,874            | [ 17 ] |
| 2021年（令和03年） | 8,221            | 4,107            | [ 18 ] |
| 2022年（令和04年） | 9,139            | 4,574            | [ 18 ] |
| 2023年（令和05年） | 9,763            | 4,897            | [ 18 ] |
| 2024年（令和06年） | 9,850            |                  | [ 5 ]  |

## 駅周辺
- 上御霊神社
- 烏丸通（国道367号）
- 鞍馬口通
- 紫明通
- 本法寺
- 茶道資料館

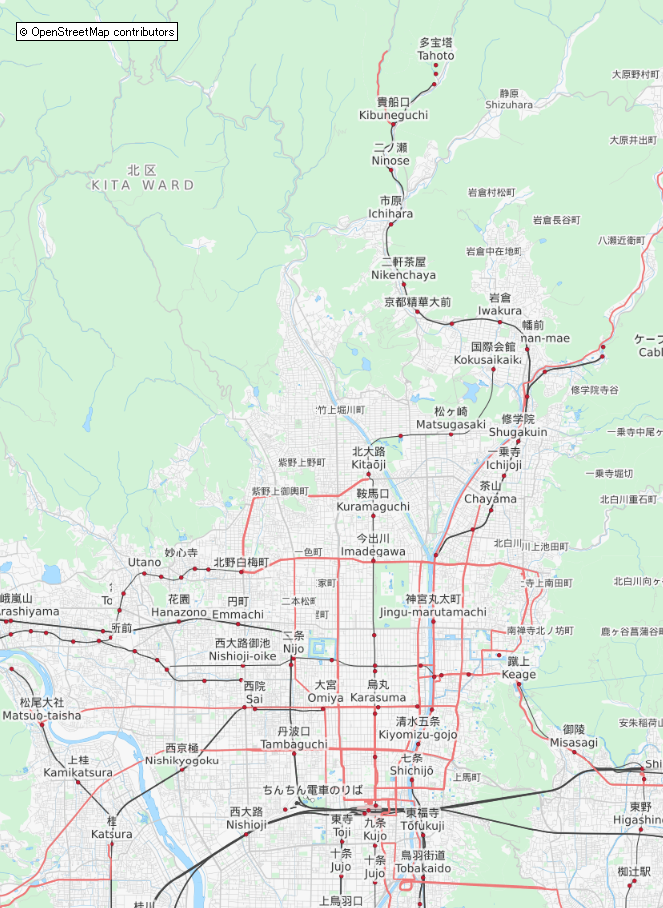
鞍馬口駅は地図中央。鞍馬寺は地図上部の「多宝塔」付近。

- 京都鞍馬口医療センター（旧：社会保険京都病院）健康管理センター
- アークレイ京都本社（京都研究所）
- 擁翠園
- 京都府立清明高等学校
- 京都信用金庫鞍馬口支店
- 玄武公園

### 鞍馬へのアクセス駅との誤解
当駅の駅名は烏丸通と鞍馬口通の交差点である烏丸鞍馬口に由来し、その鞍馬口通の名前の由来となった京の七口の一つである鞍馬口（鞍馬街道の起点）は当駅の東約500メートルの出雲路橋西詰（北区鞍馬口町）にある。
しかし、その駅名からしばしば鞍馬寺などがある鞍馬地区へのアクセス拠点と勘違いされるが、当駅から鞍馬地区までは直線距離で北へ10キロメートル近く離れており、直接連絡するバス路線もない。烏丸線における鞍馬方面へのアクセスは国際会館駅から京都バスの利用及び徒歩などで叡山電鉄（叡電）鞍馬線岩倉駅を経由する移動が適切であり、烏丸線国際会館行きの車内では、当駅到着前に終点までの乗車を促す案内が車内放送にてなされている。

## バス路線
最寄りのバス停として、烏丸鞍馬口停留所が設置されていた。古くは北大路バスターミナルと三条京阪を結ぶ京都市営バスの路線や、岩倉村松と京都駅を結ぶ京都バスの路線が運行されていたが、京都市営地下鉄の国際会館延伸を機に京都市営バスは当所を経由しなくなり、京都バスについても2020年春のダイヤ改正より春分の日のみの運行となった後、2022年3月19日のダイヤ改正をもって路線が廃止された。市バスのバス停では下総町が近い。

## 隣の駅
京都市営地下鉄
 烏丸線
北大路駅 (K04) - 鞍馬口駅 (K05) - 今出川駅 (K06)
- 括弧内は駅番号を示す。